# حادثة شاديان
حادثة شاديان (بالصينية: 沙甸事件؛ بينيين: Shadiàn shìjiàn) كانت انتفاضة شعب هوي المسلم ضد حكم الحزب الشيوعي الصيني خلال الثورة الثقافية، والتي قمعها جيش التحرير الشعبي في نهاية المطاف بمذبحة.
في يوليو وأغسطس 1975، اندلعت الانتفاضة والقمع العسكري اللاحق في عدة قرى بمقاطعة يونان في جنوب غرب الصين، وخاصة في بلدة شاديان بمدينة جيجيو. قُدِّر عدد القتلى بحوالي 1600 شخص (نصفهم من شاديان وحدها) بما في ذلك 300 طفل، ودُمر 4400 منزل. بدأ الصراع بين الحزب الشيوعي الصيني وشعب الهوي المتدين المحلي عام 1974، خلال الثورة الثقافية، عندما توجهت مجموعة من شعب الهوي إلى كونمينغ، عاصمة مقاطعة يونان، مطالبين بحرية الدين التي يكفلها دستور الصين. إلا أن الحكومة المحلية اعتبرت سلوك مئات المتظاهرين "مُسببًا للاضطرابات" و"معارضًا لقيادة الحزب الشيوعي". في عام 1975، حاول شعب الهوي المحلي إعادة فتح المساجد التي أغلقتها الحكومة بالقوة خلال الثورة الثقافية، مما أدى إلى تصعيد الصراع وجذب انتباه بكين. في 29 يوليو 1975، وبموافقة الرئيس ماو تسي تونغ، تلقى نحو 10 آلاف جندي من جيش التحرير الشعبي أمرًا مباشرًا من دنغ شياو بينغ بقمع الانتفاضة (تشير بعض المصادر إلى أن هذا الأمر صدر من وانغ هونغ ون)، مما أسفر عن مذبحة جماعية لشعب الهوي.